# 没食子酸プロピル
没食子酸プロピル（もっしょくしさんプロピル または ぼっしょくしさんプロピル）は、食品の酸化防止剤として使用される食品添加物である。日本ではバターなどの油脂類に用いられることがある。
ジブチルヒドロキシトルエンやブチルヒドロキシアニソールよりも抗酸化作用が強力だという特長を持つ。しかし比較的油に溶けにくいという欠点も持っていて、添加する食品によっては紫色に変色してしまうということもある。急性毒性としてマウスのLD50は1.35g/kg程度。また変異原性が認められており、染色体異常試験で陽性、DNA修復試験でも陽性である。なお他の物質を同時に摂取した時の相互作用については未確認の部分もある。